# Gara internațională „Vasile Lupu” din Ungheni
Gara internațională „Vasile Lupu” din Ungheni este cel mai important nod feroviar din vestul Republicii Moldova. Aici garniturile ce ies din Republica Moldova trec de pe ecartament lat (standard sovietic) pe ecartament normal (standard european).